# Kojima KE007
O  KE007  é o modelo da Kojima do GP do Japão de 1976 da F1. Foi guiado por Masahiro Hasemi.